# 安西水丸
安西水丸（日语：／ Anzai Mizumaru；1942年7月22日—2014年3月19日），本名渡邊昇。是一位日本插畫家、作家。出版過相當多的作品，其中較知名的是與作家村上春樹一起合作的繪本系列。
安西水丸出生於東京都港區赤坂，就讀於日本大學藝術系，專修純美術與雕塑。他畢業之後隨即進入日本知名的廣告公司電通上班，並曾任平凡社的藝術總監。他的插畫作品在日本各種媒體上幾乎都可見到，如平面廣告、書本封面、漫畫和小說等。1979年他與友人一起創立了板臺俱樂部（パレットクラブ）。並開始在東京築地教授插畫課程。
安西水丸著有《平成版普通的人》、《鉛筆畫的風景》等書。他曾獲得朝日新聞廣告獎、每日新聞廣告獎、1987年日本年度繪本作家獎（グラフィック展年間作家優秀賞）與1988年十日劇讀者評選獎（キネマ旬報読者賞）。
2014年3月17日，在神奈川縣鎌倉市執筆創作時病倒送醫，但於同月19日因腦出血而逝世，享壽71歲。

## 網站
- 私風景-安西水丸
- Amazon.co.jp （页面存档备份，存于）上所有安西水丸的作品